# Силла
Силла́  (кор. 신라 [ɕilːa]; 57 г. до н. э. (легенд.) / — 935) — одно из Трёх корейских государств. Правители носили титул «кан» (кор. 간). Легендарным годом основания является 57 год до н. э., хотя первый подтверждённый правитель Нэмуль относится к IV веку. Силла последовательно захватило Кая в 562 году и два других корейских государства, Пэкче в 660 году и Когурё в 668 году. В 892 году Силла распалось на Поздние Три корейских государства, после чего вновь объединилось под именем Корё в 935 году.

## Название
Существует несколько транскрипций названия государства, записанных на ханча: 斯盧 (사로, Саро), 斯羅 (사라, Сара), 徐那[伐] (서나[벌], Сона[боль]), 徐耶[伐] (서야[벌], Соя[боль]), 徐羅[伐] (서라[벌], Сора[боль]), 徐伐 (서벌, Соболь). Во времена династии Вэй (220—266) называлось по-китайски Синьлу (新盧). В 503 году ван Чиджын сделал официальным названием 新羅, которое в современном корейском языке произносится как «Силла» — 실라. Изначально слово означало «столица», хотя у историков и востоковедов существуют и другие версии на этот счёт.

## История

### Легендарный период государства

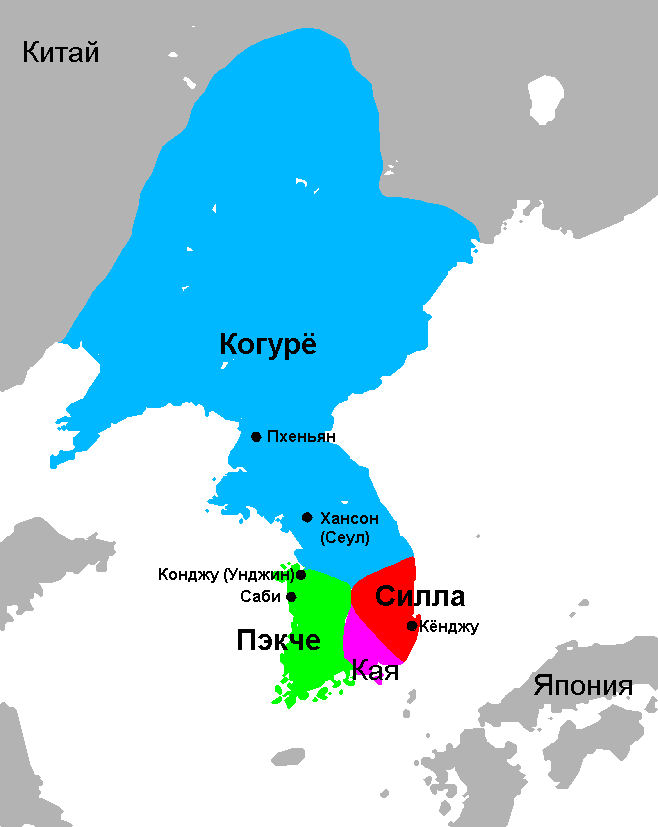
Четыре корейских государства в конце V века

Согласно средневековым корейским хроникам Силла было основано в районе современного Кёнджу Пак Хёккосе 57 году до н. э. Самое раннее упоминание об этой дате находится в «Самгук Саги», корейской летописи XII века. Современные востоковеды считают эту дату заниженной с целью попытки легитимации автором летописи Ким Бусиком захвата Корейского полуострова Силлой с помощью придания ему большей исторической значимости.
По легенде Хёккосе вылупился из яйца, а когда ему исполнилось 13 лет, 6 главных кланов конфедерации Чинхан посадили его на престол. В первое время управление государством попеременно получали три сильнейших фамилии, Пак, Сок и Ким.
Китайские историки считали ванов Силла потомками правителей Чинхана или Циньхана (秦韓). которых приютили Маханцы. Маханцы осуществляли политическое господство над ними. Циньханцы разделились сначала на 6 (что подтверждается корейскими источниками), а затем на 12 владений, включая Силла.
Ко второму веку Силла расположилось в юго-восточной части Корейского полуострова, распространив свою власть на соседние племена Чинхан, однако до конца третьего века оно было, вероятно, не более чем городом-государством, входящим в состав федерации.
По китайским сведениям Силла вначале было зависимым от Пэкче. И даже вана Силла считали выходцем из Пэкче. Во время одной из войн с Когурё силласцы отказались сражаться, восстали и постепенно обрели независимость и захватили соседнее владение Юйцзяло (于迦羅).

### Исторический период государства
Вождь Нэмуль (356—402) из клана Ким установил в государстве потомственную монархию, упразднив прежнюю систему, когда страной правили коллегиально представители главных кланов. После этого титул главы государства стал 干 Ган титул несколько ниже но сопоставимый с Ван, но не признаваемый Китаем.
К началу царствования первого Вана Попхына (514—540) Силла было обособленным государством с превалирующим влиянием буддизма и своей собственной системой именования эпох. Силла поглотило племенное объединение Кая, аннексировав Кымгван Кая в 532 и завоевало Тэгая в 562, таким образом расширив свои границы до реки Нактонган.
Где-то в это время были установлены дипломатические отношения с Лян. В 522 году к императору У-ди прибыло совместное посольство из Силла и Пэкче. Интересно, что правителем, направившим посольство, назван Му Тай (募泰).
Ван Чинхын (540—576) серьёзно нарастил военную мощь государства и захватил Кая.
В 594 году правитель Силла Чинпхён установил дипломатические отношения с Суй Вэнь-ди и был признан ваном Силла, а также получил иные почётные титулы, которые определяли его статус в отношениях с китайским императором. С 605 года регулярно присылали небольшую дань императору.

### Объединённое Силла
Государство упоминается в работах арабского географа Ибн Хордадбеха.

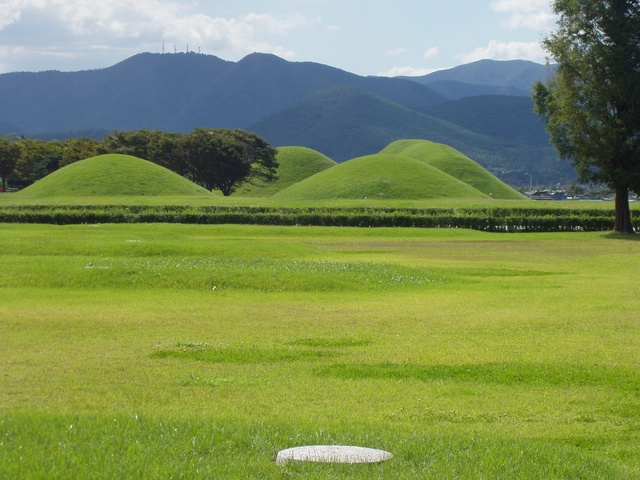
Могильные курганы в Кёнджу

В VII веке (около 621—624) Силла вошло в военный альянс с китайской династией Тан. В 643 году Ли Шиминь принял силлаского посла для обсуждения союза против Пэкче и Когурё, но определённого ответа не добился. В 645 году королева Сондок собиралась выставить 50 000 против Когурё для помощи танскому императору, но отправилось 30 тысяч. Пэкчесцы напали и захватили 7 крепостей на западе страны. В 655 войска Когурё, Пэкче, Мукри напали на северную границу Силла и взяли 33 крепости. Тяжёлое положение Силла ускорило принятие решения отправить против Пэкче танские войска под командованием Су Динфана и Чэн Мичженя.
В 660 году, при Муйоле (654—661) Силла захватило Пэкче, а в 668 при Мунму под руководством знаменитого воеводы Ким Ю Сина Силла захватила южную оконечность Когурё до реки Тэдон. Союз Тан-Силла распался в 674 году, когда выяснилось, что ван Силла собирает население Когурё и настраивает его против танских войск, а также занимает земли Пэкче. Император объявил вана Мунму низложенным, нашли князя Ким Инмуна и провозгласили его ваном Силла. Против Силла было отправлено войско Лю Женьгуя. Начались Силла-танские войны, продлившиеся 10 лет и положившие конец экспансии Тан на полуострове и образованию Объединённого Силла. С 676 года по 841 год Тан и Силла находились в мире и вели оживлённый культурный обмен.
Однако северная часть Когурё осталась непокорённой, впоследствии здесь возникло первое маньчжурское государство Бохай.

## Политическое устройство

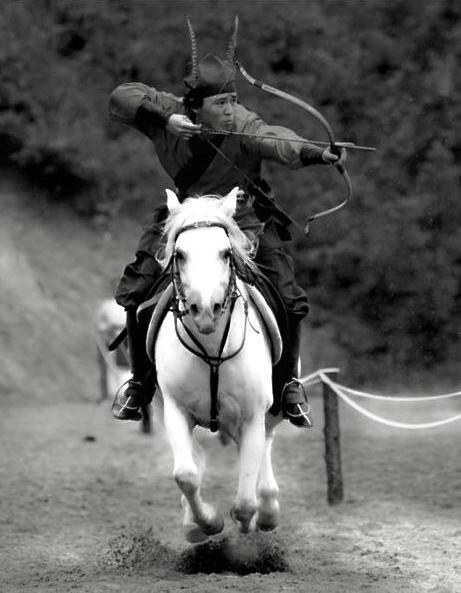
Хвараны — юношеский военно-социальный институт в древнекорейском государстве Силла

Силла сформировалось как племенной союз нескольких протогосударственных объединений, и его структура власти содержала значительное число архаичных элементов. В государстве Силла правящим родом был род Ким. Второе по значимости место занимал род Пак, откуда происходило большинство королевских жён и наложниц. На престоле Силла сменяли друг друга представители трёх родов: Пак, Сок и Ким. Государственная власть в лице вана отражала интересы всего господствующего класса. (С одной стороны, она была тесно связана с аристократией родственными узами, а с другой — её главной опорой было чиновничество.) Решением важных государственных вопросов, таких как престолонаследие и декларация войны, занимался Совет старейшин Хвабэк (화백). На протяжении всей истории Силла Совет служил в качестве проверки королевской власти. Важную роль в формировании морального духа и военной организации страны играла военно-патриотическая воспитательная молодёжная структура «хваранский корпус».
К началу VI века, ко времени правления короля Попхын-вана (514—539), в Силла сформировался государственный аппарат: законодательная и правительственная системы. Сложилось деление служилого сословия на 17 рангов (по корейским источникам учреждены в 32 году Юри-ваном, однако, текст указа короля Юри-вана от 32 г. н. э. о введении «17 рангов сановников» следует считать скорее мифическим, нежели отражающим реальные события.). Помимо деления на ранги, социальный статус чиновников и их продвижение по иерархической лестнице определялись уникальной системой сословного деления кольпхум (골품제도) («двух костей и трёх степеней»), что дословно означает «качество кости», то есть «качество рода», «качество происхождения». Во главе государства стояли две правящие касты: «святая кость» («сонголь» 성골 聖骨), к ней относились члены правящего рода Ким, причём лишь те, кто потенциально имел право занимать королевский престол: дети короля, его братья, в особых ситуациях — его дяди и т. п., и «истинная кость» («чинголь» 진골 眞骨), к ней относились остальные представители правящего рода Ким, не имевшие права наследования престола. На статус «священной кости» мог рассчитывать аристократ, оба родителя которого были из королевского рода. Если только один родитель был из королевского рода, ребёнок получал статус «истинной кости».
Ниже тех, кто мог похвастаться наличием королевской крови, находились три разряда «тупхум»: юктупхум, одупхум и садупхум («шести-, пяти- и четырёхглавая степени»). что значит «качество головы», «ранг головы». Эти группы могут считаться чем-то вроде европейского дворянства. Из их членов преимущественно формировалось чиновничество (хотя доступ в его ряды в нижней части пирамиды был широко открыт для свободных простолюдинов). Однако, к этим трём категориям принадлежали практически все, кто стоял выше крестьян-простолюдинов, поскольку, например, деревенские старосты относились к одупхум и садупхум, так что предполагаемые трёх-, двух- и одноглавая степени включали уже простолюдинов, и указания на какие-либо различия между ними и вообще на их реальное существование в источниках отсутствуют. Принципиальная разница существовала, во-первых, между «костями» и «тремя пхум», а во-вторых, между последними и всем остальным населением. Таким образом, чиновничество включало в себя людей из многочисленных слоёв общества, занимавших ранги в убывающем порядке в соответствии с чистотой их рода.
Всего таких рангов насчитывалось семнадцать: 1. Ибольчхан. 2. Икчхочхан. 3. Чапчхан. 4. Пхачжинхан. 5. Тэачхан. 6. Ачхан. 7. Ильгильчхан. 8. Сачхан. 9. Кыппольчхан 10. Тэнама. 11. Нама. 12. Тэса. 13. Соса. 14. Кильса. 15. Тэо. 16. Соо. 17. Чови.
Каждому рангу соответствовало особое название, то есть чин, который мог быть разным в зависимости от места службы чиновника (столица или провинция). В общей сложности (вместе с вариантами) в Силла было известно 60 чинов. Кроме того, все чиновники подразделялись на столичных, провинциальных, военных и занимали определённые должности, которых в Силла в VII—VIII вв. насчитывалось 188 (в том числе 125 столичных, 47 военных и 16 провинциальных). Минимальное общее число чиновников в Силла определяется примерно в 5 тыс. 690 человек.
Родившихся вне рамок вышеозначенных рангов ожидала жизнь вовсе без каких-либо привилегий.
Система кольпхум регулировала не только процесс отбора на государственные должности, но и повседневную жизнь силласцев. Были тщательно регламентированы одежда, жилище, повозки, утварь и т. п. для всех социальных слоёв.
До середины VII века в Силла правили только аристократы священной кости, но после царствования короля Муйоля Великого (태종무열왕), начавшего объединение полуострова с завоевания Пэкче в 660 году, Силлой начали править аристократы истинной кости. Число аристократов «святой кости» сильно уменьшилось, так как по наследству этот ранг передавался только если оба родителя были «святой кости», тогда как дети родителей «святой» и «истинной кости» получали ранг «истинной кости». Последняя представительница «святой кости» королева Чиндок-ёван (진덕여왕 (眞德女王)) умерла в 654 году. . До этого монарх женился только на представительнице «святой кости», а из «истинной кости» брал наложниц.
К VIII веку власть в Силла была основана практически полностью на кровной линии, известной как «Костяной статус».
Последующее объединение Силла корейских земель повлекло за собой адаптацию китайских моделей управления, так как Силла до 745 признавала себя вассалом Китая. В это время усиливаются позиции буддизма. Другим примечательным процессом этой эпохи стало нарастающее напряжение между монархами и аристократией.

## Административное устройство

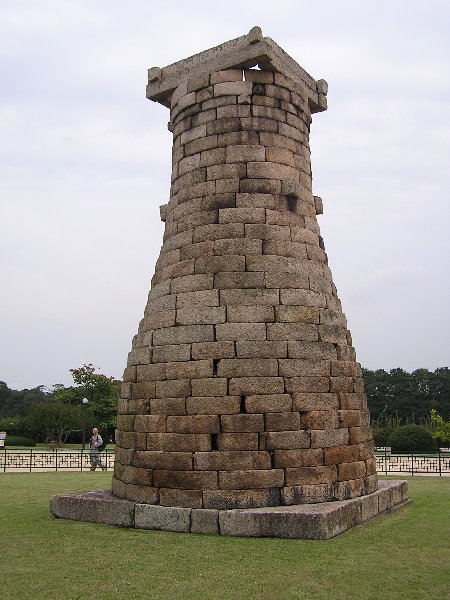
Чхомсондэ — одна из старейших уцелевших обсерваторий в Восточной Азии, построенная во время правления королевы Сондок (632—647 гг.)

Китайские историки в 522 получили от послов сведения, что в Силла есть города со стенами, на языке Силла «цзяньмоуло» (健牟羅), такие города называются «чжопин» (啄評), а поселения без стен «илэй» (邑勒). В Силла было 6 чжопинов и 52 илэев, то есть 6 областей и 52 уезда. Столица обнесена стенами, содержит гарнизон 3000 человек.

## Хозяйство
Почва была очень плодородной, хорошо росли основные культуры (рис, ячмень, бобы, просо, пшеница). Выращивалось много тутовых деревьев и конопли. Производились хорошие шёлковые ткани и холсты. В хозяйстве использовали быков и лошадей, в небольшом количестве ослов. Овец не держали. Лошади были хорошего роста, но с плохим ходом. Земледелие осуществлялось на сухих и заливных полях. Выпас скота осуществлялся на островах у побережья. Забой скота производился выстрелом из лука. Из казны населению выдавались в долг просо и рис. Неплательщиков обращали в невольников.

## Культура
Столицей Силла был город Кёнджу или Цзинчен (金城). Город был 8 ли в окружности. Здесь находится большое количество захоронений времён Силла. Эти гробницы имеют форму каменной ёмкости, окружённой невысоким земляным валом. В них можно найти большое количество разнообразных предметов, относящихся к эпохе Силла. Историческая область района Кёнджу была включена в Список всемирного наследия ЮНЕСКО. Большая часть этой области входит в состав национального парка Кёнджу.
Одной из наиболее интересных находок археологов, относящихся к периоду Силла стал бронзовый колокол Сондока Великого. Астрономическая обсерватория Чхомсондэ возле Кёнджу является одной из старейших в Восточной Азии. Она была построена во время правления Сондок (623—647).
В Силла процветала торговля. На рынках торговали только женщины. Мусульманские купцы приходили сюда по Великому Шёлковому Пути. О государстве оставили свои записи многие выдающиеся географы арабского мира, включая ибн Хукдадбиха, Аль-Масуди, Димашики, Аль-Нуваири, и Аль-Макризи.
Приносились жертвы горным духам. В Новый год — духам солнца и луны.
Китайцы записали миф о живущих в Силла великанах ремесленниках Чанъи́н (장인): они как люди, но ростом около 30 чжанов (10 метров), у них острые зубы и когти, тело поросло чёрной шерстью. Они едят сырыми зверей и птиц, а иногда и людей. Жёны шьют им одежду. Они живут среди гор на несколько десятков ли вокруг. К ним одна дорога через ущелье, там построены железные ворота, которые охраняют 1000 силласких арбалетчиков.
В корейской мифологии сохранилось много мифологических сюжетов о Чанъи́н и их деяниях по созданию островов и рельефа Кореи (о Маго хальми, Сонмундэ хальман). «Эти великаны в незапамятные времена воздвигали горные хребты и прокладывали русла рек».

### Язык
Язык Силла был основан на диалекте Кёнджу. Некоторые учёные предполагают, что он развился в современный корейский язык. Эта точка зрения является одной из основных версий возникновения корейского языка. Китайские историки отмечали, что язык Силла можно понять, если знать язык Пэкче.

### Обычаи
Разрешались браки между племянницами и дядями (племянниками и тётями), между двоюродными братьями и сёстрами. Головные уборы назывались «ицзыли» (遺子禮), рубашки «юцзе» (尉解), штаны «кэбань» (柯半), сапоги «си» (洗). Предпочтение отдавалось некрашенной, белой одежде. Женщины заплетали волосы в косу вокруг шеи и украшали их лентами и жемчугом. Краской и белилами не пользовались. Мужчины стриглись коротко, смазывали волосы рисовым отваром и повязывали голову чёрным платком. Мужчины носили шерстяные штаны, женщины длинные халаты.
Зимой очаг устраивался в помещении. Летом пищу хранили в ледниках. На свадьбе пировали в зависимости от достатка. В первый вечер брака невесте полагалось кланяться родителям жениха и старшему деверю.
Манеры и приветствия были идентичны культуре Когурё. При встрече преклоняли колено, дотронувшись до земли, выражая таким образом почтение. Простолюдины не имели фамилий, а только имена.
Письменности Силла не знали, в 6 веке заимствовали китайскую письменность.
В первый день каждого месяца Силла поздравляли друг друга. Ван устраивал пир и награждал чиновников. В этот день поклонялись солнечному и лунному божествам. В 15 день восьмого месяца (по китайскому календарю) веселились, стреляли из луков, дарили лошадей и ткани.
Усопших хоронили в гробах. Погребение осуществлялось в могилы с насыпанием холмика. При смерти царя, родителей, жены, ребёнка соблюдался годичный траур.

### Буддизм
Археологи находят большое количество следов широкого распространения буддизма и его влияния на жизнь в Силла. Буддистскими монахами было сделано множество статуй и других предметов из камня. Большое количество этих предметов сохранилось в окрестности горы Намсан.
Буддизм в Силла процветал, получая поддержку государственной власти. Было построено большое количество храмов и пагод, включая знаменитые Хванёнса, Пульгукса и Соккурам.

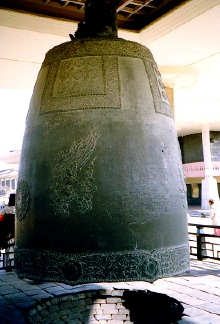
Бронзовый колокол вана Сондока Великого
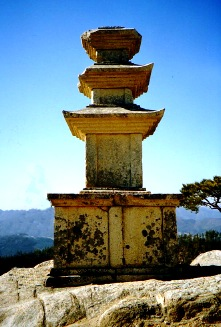
Каменная пагода на горе Намсан возле Кёнджу
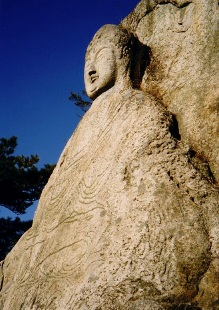
Будда, высеченный в камне (гора Намсан возле Кёнджу)
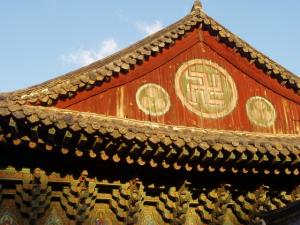
Буддистский храм в Кёнджу